# Torsten Lagerberg
Karl Erik Torsten Lagerberg, född 8 april 1882 i Linköping, död 25 juni 1964 i Stocksund, var en svensk botanist och skogsvetare. 
Lagerberg blev filosofie doktor i Uppsala 1909 och assistent vid Statens skogsförsöksanstalt 1910. Han var professor i skogsbotanik och allmän botanik vid Skogshögskolan 1918–1947 (tillförordnad från 1915) och var samma högskolas prorektor 1937–1947. Lagerberg blev ledamot av Lantbruksakademien 1926 och av Ingenjörsvetenskapsakademien 1941.
Förutom gradualavhandlingen Studien über die Entwicklungsgeschichte und systematische Stellung von Adoxa moschatellina (1909) och flera andra botaniska skrifter omfattar Lagerbergs produktion viktiga arbeten av praktiskt intresse, mest över skogsträdens sjukdomar, som tallens gråbarrsjuka, granens topptorka, granens toppröta med mera, jämte uppsatser över deras parasitsvampar. Ett exsickatverk Skogens skadesvampar 1912–1914 utgavs av Lagerberg tillsammans med Nils Sylvén. Lagerberg var från 1918 utgivare av Svensk botanisk tidskrift.
Lagerberg var son till rektor Erik Lagerberg och Anna Åkerblom. Han gifte sig 1913 med Gurli Hofrén (1887–1975), dotter till förste lantmätaren Magnus Hofrén och Kerstin Löfbrink. Makarna Lagerberg är begravda på Danderyds kyrkogård.